# Cladura supernumeraria
Cladura supernumeraria là một loài ruồi trong họ Limoniidae. Chúng phân bố ở miền Cổ bắc.